# Conrad Hilton Jr.

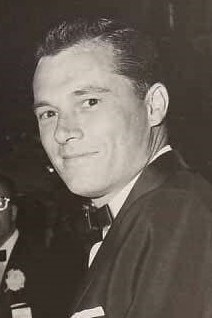

Conrad Nicholson "Nicky" Hilton Jr. (6 de julio de 1926 en Dallas, Texas - 5 de febrero de 1969 en Los Ángeles) fue un empresario estadounidense y heredero de la cadena de hoteles Hilton. Era hijo de Conrad Hilton y de Mary Adelaide Barron.

## Biografía
Nació en Dallas, Texas en 1926. Su padre, Conrad Hilton, era dueño de la cadena  de Hilton Hotels & Resorts y su madre, Mary Adelaide Barron, la futura exesposa de Hilton. Se crio con tres hermanos: William Barron Hilton, Eric Michael Hilton y Constance Francesca Hilton. Era el tío abuelo de Nicky y Paris Hilton. Fue alumno del Instituto Militar de Nuevo México en Roswell, Nuevo México. 

### Vida personal
Tuvo una vida amorosa con la pareja húngara de Conrad Hilton, Zsa Zsa Gabor, en 1944. Fue el esposo de Elizabeth Taylor durante 1950 y 1951. El romance duró ocho meses, ya que la actitud borracha y abusadora de Hilton, asustó a Taylor y a sus padres. 
A final de los años 1950, Hilton tuvo una relación amorosa, también de ocho meses, con la actriz mexicana Silvia Pinal, a quien conoció en una inauguración de un hotel en Acapulco de Juárez.
En 1958, se casó con una heredera de una empresa petrolera de Oklahoma. Tuvieron dos hijos: Conrad Nicholson Hilton III y Michael Otis Hilton. 
Murió a los 42 años en Los Ángeles, víctima de un ataque cardíaco. Fue enterrado en cementerio de Holy Cross en Culver City, California.
- Datos: Q1126952
- Multimedia: Conrad Hilton Jr. / Q1126952